# آرنه هولمغرين
آرنه هولمغرين (بالسويدية: Arne Holmgren)‏ هو عالم كيمياء حيوية سويدي، ولد في 21 ديسمبر 1940.